# Шполянский, Леонтий Васильевич
Леонтий Васильевич Шполянский (22 января/4 февраля 1886, Киев — 7 августа 1963, Рига) — русский государственный деятель. 
Депутат Второго, Третьего и Четвёртого Сеймов Латвии от Блока объединенных русских волостных и общественных деятелей. Был заместителем (товарищем) министра земледелия в кабинете Юрашевскиса и втором кабинете Целминьша.